# Читалиште (часопис)
Читалиште је научни часопис који се бави теоријским и практичним проблемима савременог библиотекарства. Основан је 2002. године.

## О часопису
Први број појавио се под називом Панчевачко читалиште 2002. године. Са изласком броја 18, 2011. године, назив је промењен у Читалиште.
У периоду од 2009. до 2011. Читалиште је имало ранг научног часописа, а од 2012. има ранг научног часописа националног значаја.

## Идеја часописа
Часопис се бави историјом библиотека и њиховим социјалним функцијама, ораганизацијом знања, информационом писменошћу, библиографијом, менаџментом библиотека, информационим и медијским технологијама које утичу на развој библиотека, стратегијама развоја културе и друштва и међусекторским повезивањем библиотека са различитим културним друштвима и институцијама.

## Периодичност излажења и промене
Од свог оснивања, часопис излази редовно, у полугодишњим интервалима.

### Уредници
- Од оснивања 2002. године уредник је Горан Траиловић.
- Од 2009. године га уређују Гордана Стокић Симончић, као главни уредник и Горан Траиловић, као одговорни уредник.

### Издавачи
- Од бр. 1 (2002) Градска библиотека Панчево
- Од бр. 19 (2011) суиздавач Филозофски факултет Универзитета у Новом Саду.

### Штампарије
- од бр. 21 (2012) Алкан-М, Панчево;
- од бр. 24 (2014) Цицеро, Београд;
- од бр. 26 (2015) Еуропринт, Ваљево;
- од бр. 27 (2015) Ваљевац, Ваљевац;

## Сарадници
Сарадници часописа су библиотекари и научници из свих области библиотекарства и са Филолошког факултета Универзитета у Београду, са Катедре за библиотекарство и информатику.

## Електронски облик часописа
Од 2011. године постављено је и онлајн издање.
Како је часопис те године променио име, претходни бројеви такође су објављени у онлајн верзији, али на одвојеном порталу.